# 伊萬基夫齊 (別爾季切夫區)
49°51′18″N 28°40′14″E / 49.85500°N 28.67056°E
伊萬基夫齊（烏克蘭語：Іванківці），是烏克蘭的村落，位於該國北部日托米爾州，由別爾季切夫區負責管轄，面積2.11平方公里，海拔高度265米，2001年人口683，人口密度每平方公里324.31人。